# Ель-Монте (Чилі)

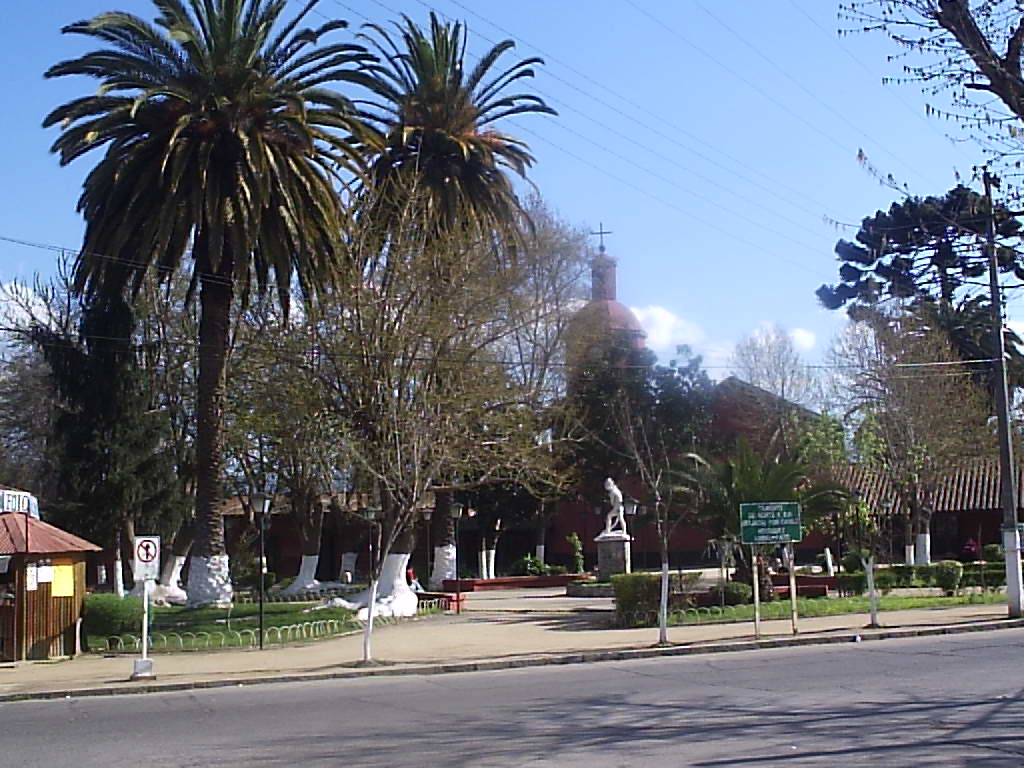
Площа Незалежності

Ель-Монте (ісп. El Monte) — місто в Чилі. Адміністративний центр однойменної комуни. Населення міста — 22 284 особи (2002). Місто і комуна входить до складу провінції Талаганте та Столичного регіону.
Територія — 118 км². Чисельність населення — 35 923 мешканців (2017). Щільність населення — 304,4 чол./км².

## Розташування
Місто розташоване за 43 км на південний захід від столиці Чилі міста Сантьяго.
Комуна межує:
- на півночі — з комуною Меліпілья
- на північному сході — з комуною Пеньяфлор
- на сході — з комуною Талаганте
- на півдні — з комуною Ісла-де-Майпо
- на заході — з комуною Меліпілья